# Bobby Portis
Bobby Portis (Little Rock, 10 de fevereiro de 1995) é um jogador norte-americano de basquete profissional que atualmente joga pelo Milwaukee Bucks da National Basketball Association (NBA).
Ele jogou basquete universitário pela Universidade do Arkansas e foi selecionado pelo Chicago Bulls como a 22º escolha geral no draft da NBA de 2015.

## Carreira no ensino médio
Portis jogou basquete colegial na Hall High School em Little Rock. Ele foi um jogador altamente condecorado, sendo nomeado Mr. Basketball de Arkansas em 2013. 
Ao se comprometer com a Universidade do Arkansas, Portis se tornou o primeiro McDonald's All-American a assinar com os Razorbacks desde Corliss Williamson em 1992 e foi considerado um recruta-chave para a reconstrução do programa do técnico Mike Anderson.

## Carreira universitária

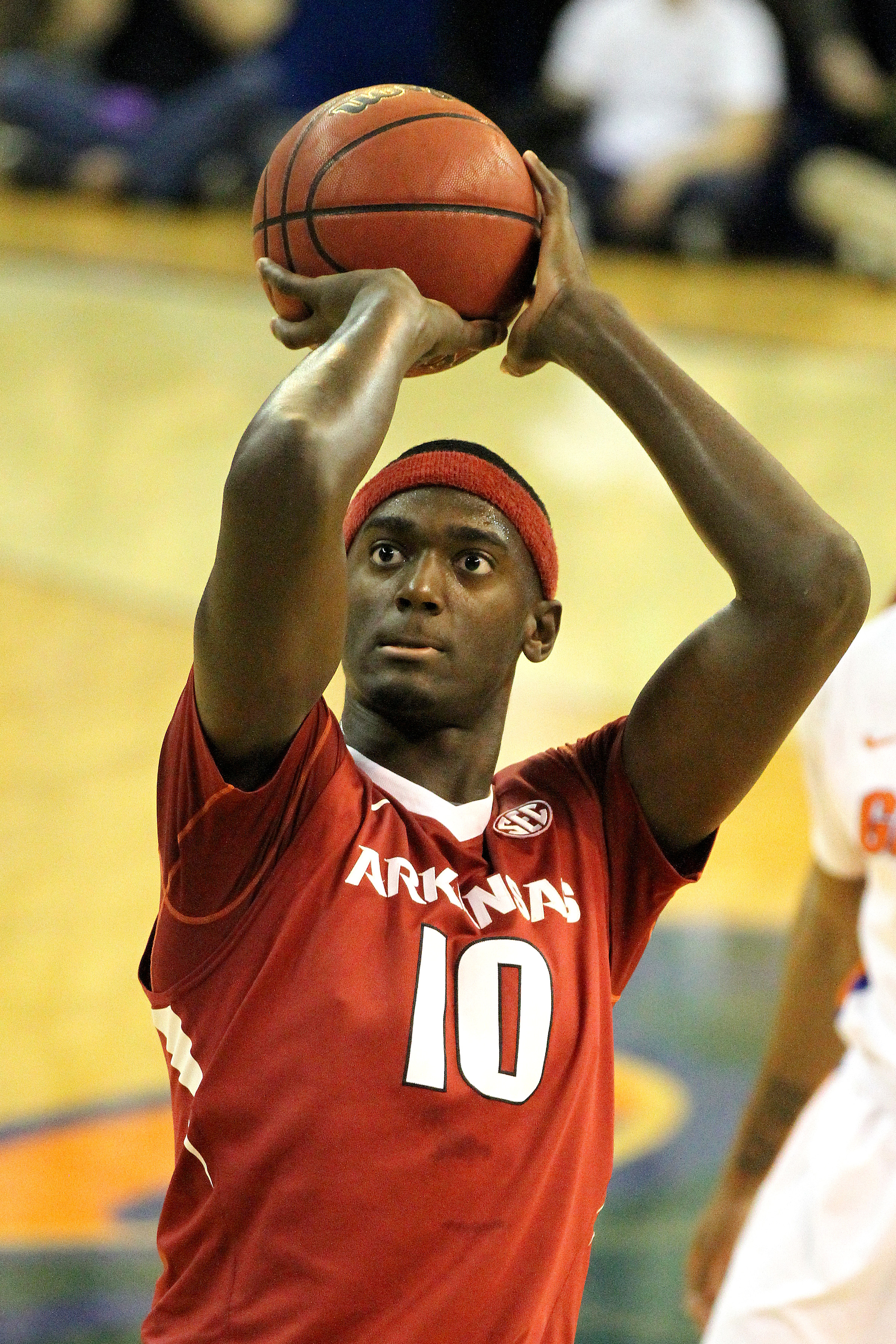
Portis jogando pela Universidade do Arkansas

Como calouro, Portis teve médias de 12,3 pontos, 6,8 rebotes e 1,6 bloqueios. Ele foi nomeado para a Equipe de Novatos e para a Segunda-Equipe da SEC.
Em sua segunda temporada, Portis levou os Razorbacks para o top 25. Durante sua segunda e última temporada, ele teve médias de 17,5 pontos, 8,9 rebotes, 1,4 bloqueios, 1,2 assistências e 1,1 roubadas de bola. Ele foi nomeado um dos 20 finalistas do Prêmio John R. Wooden como o melhor jogador universitário do ano, um dos dois únicos jogadores da SEC.
Em 10 de março de 2015, Portis foi selecionado como o Jogador do Ano da SEC pelos treinadores da liga. Isto marca a primeira vez que um jogador de Arkansas foi selecionado desde que Corliss Williamson ganhou o prêmio consecutivamente durante as temporadas de 1993-94 e 1994-95. Naquela época, ele era considerado um dos melhores jogadores do basquete universitário na temporada de 2014-15 e uma provável escolha na primeira rodada do draft da NBA de 2015.

## Carreira profissional

### Chicago Bulls (2015–2019)
Em 25 de junho de 2015, Portis foi selecionado pelo Chicago Bulls como a 22ª escolha geral no draft da NBA de 2015. Ele assinou um contrato de 2 anos e US$2.8 milhões com os Bulls em 7 de julho de 2015.
Em sua estreia na NBA em 3 de novembro de 2015, ele marcou 10 pontos na derrota para o Charlotte Hornets. Após uma partida contra o Detroit Pistons que teve quatro prorrogações em 18 de dezembro de 2015, os titulares estavam fatigados para o jogo de 19 de dezembro de 2015 contra o New York Knicks. Portis capitalizou e teve a melhor noite de sua jovem carreira com 20 pontos e 11 rebotes.
Em 28 de outubro de 2016, os Bulls estenderam o seu contrato até a temporada de 2017-18. Em 6 de janeiro de 2017, Portis foi designado para o Windy City Bulls, afiliado da D-League de Chicago. Ele foi chamado de volta no dia seguinte. Em 16 de fevereiro de 2017, ele teve 19 pontos em uma vitória por 104-103 sobre o Boston Celtics. Em 2 de março de 2017, ele registrou 17 pontos e 13 rebotes na vitória por 94-87 sobre o Golden State Warriors. Em 18 de março de 2017, ele marcou 22 pontos em uma vitória de 95-86 sobre o Utah Jazz.
Em 17 de outubro de 2017, Portis e seu companheiro de equipe Nikola Mirotić estiveram envolvidos em uma briga durante os treinos. Mirotić atacou Portis, que deu um soco no rosto de Mirotić, o que o levou ao hospital por uma concussão e múltiplas fraturas no rosto. Um dia depois, Portis foi suspenso pelos Bulls por oito jogos. Em sua estreia na temporada de 2017-18, Portis registrou 21 pontos e 13 rebotes em uma derrota por 119-114 para o Toronto Raptors. Em 11 de dezembro, ele marcou 23 pontos em uma vitória por 108-85 sobre o Boston Celtics. Quatro dias depois, ele teve 27 pontos e 12 rebotes na vitória por 115-109 sobre o Milwaukee Bucks. Em 22 de fevereiro de 2018, ele fez 38 pontos em uma derrota de 116-115 para o Philadelphia 76ers. Em 17 de março de 2018, ele registrou 15 pontos e 15 rebotes em uma derrota de 114-109 para o Cleveland Cavaliers.
Na abertura da temporada de 2018-19 dos Bulls, Portis teve 20 pontos e 11 rebotes na derrota por 127-108 para o Philadelphia 76ers. Em 25 de outubro, ele foi descartado por quatro a seis semanas com uma entorse de seu joelho direito. Em 10 de dezembro, depois de ficar de fora por quase sete semanas, Portis retornou à ação e fez nove pontos em 19 minutos em uma derrota por 108-89 para o Sacramento Kings. Em 20 de dezembro, ele foi descartado por duas a quatro semanas com uma entorse no tornozelo direito, uma lesão sofrida na noite anterior contra o Brooklyn Nets. Ele retornou à ação em 6 de janeiro contra os Nets depois de perder sete jogos. Em 30 de janeiro, ele marcou 22 de seus 26 pontos no segundo tempo da vitória por 105-89 sobre o Miami Heat.

### Washington Wizards (2019)
Em 6 de fevereiro de 2019, Portis foi negociado, junto com Jabari Parker e uma escolha de draft da segunda rodada, para o Washington Wizards em troca de Otto Porter.
Dois dias depois, ele fez sua estreia pelo Wizards e marcou 30 pontos em uma vitória por 119-106 sobre o Cleveland Cavaliers.

### New York Knicks (2019–2020)
Em 9 de julho de 2019, Portis assinou um contrato de 1 ano e US$15 milhões com o New York Knicks. Portis tornou-se um agente livre quando os Knicks decidiram não renovar o seu contrato em 19 de novembro de 2020.

### Milwaukee Bucks (2020–Presente)
Em 26 de novembro de 2020, Portis assinou um contrato de 2 anos e US$7.4 mihões com o Milwaukee Bucks. Em 29 de abril de 2021, Portis marcou 10 pontos, pegou 11 rebotes e registrou um recorde pessoal de 4 roubos de bola na derrota por 143–136 na prorrogação contra o Houston Rockets. Ele terminou a temporada regular com a terceira maior porcentagem de acertos em arremessos de três pontos na NBA com 47,1%, atrás de Joe Harris (47,5%) e Marcus Morris (47,3%).
No Jogo 3 das finais da Conferência Leste contra o Atlanta Hawks nos playoffs de 2021, Portis desempenhou um papel importante para os Bucks registrando 15 pontos, 4 rebotes e 2 roubadas de bola em um vitória por 113-102. Em 1º de julho de 2021, Portis teve seu primeiro jogo como titular nos playoffs no lugar do lesionado Giannis Antetokounmpo. Ele terminou o jogo com 22 pontos, 8 rebotes, 3 assistências e 3 roubos de bola em 36 minutos em uma vitória com a multidão cantando "Bobby". Depois de derrotar os Hawks por 4–2, os Bucks venceram as finais da NBA de 2021 por 4–2 sobre o Phoenix Suns.
Em 6 de agosto de 2021, Portis assinou um contrato de 2 anos e US$8.9 milhões com os Bucks. Em 24 de novembro de 2021, ele registrou 28 pontos e 10 rebotes na vitória por 114-93 sobre o Detroit Pistons. No final de dezembro, Portis perdeu 4 jogos enquanto estava nos protocolos de COVID-19. Em 5 de fevereiro de 2022, Portis fez seis cestas de três pontos e marcou 30 pontos, o recorde da temporada, em uma vitória por 137-108 sobre o Portland Trail Blazers. Durante a primeira rodada dos playoffs de 2022, Portis registrou 18 pontos e 16 rebotes e ajudou os Bucks a vencer o Chicago Bulls por 111-81 no Jogo 3.
Em 30 de junho de 2022, Portis anunciou que havia assinado novamente com os Bucks em um contrato de quatro anos e US$ 49 milhões. Em 3 de dezembro de 2022, Portis registrou 20 pontos, 8 rebotes e 7 assistências durante uma vitória por 105-96 sobre o Charlotte Hornets. Em 25 de janeiro de 2023, foi anunciado que Portis sofreu lesões no ligamento colateral medial (MCL) e no tornozelo durante uma vitória sobre o Detroit Pistons e ficaria fora por pelo menos duas semanas. Em 9 de março, ele marcou sua maior pontuação na temporada com 28 pontos, além de 13 rebotes, na vitória por 118–113 sobre o Brooklyn Nets. Em 10 de abril, Portis conquistou seu primeiro prêmio de Jogador da Semana da NBA em sua carreira. Na última semana da temporada regular, Portis teve médias de 20,7 pontos e 12,3 rebotes. Em 20 de abril, Portis ficou em terceiro lugar na votação para o Prêmio de Sexto Homem do Ano.
Em 16 de dezembro de 2023, Portis marcou 31 pontos, sua maior pontuação durante sua passagem pelos Bucks, durante uma vitória por 146–114 sobre os Pistons. Em 17 de março de 2024, ele marcou 31 pontos, pegou 10 rebotes e registrou três roubos de bola durante uma vitória por 140–119 sobre o Phoenix Suns.

## Estatísticas da carreira

### NBA

#### Temporada regular
| Ano      | Equipe     | PJ  | PT  | MPJ  | AP   | 3P   | LL   | RT  | AS  | BR | TO | PPJ  |
| -------- | ---------- | --- | --- | ---- | ---- | ---- | ---- | --- | --- | -- | -- | ---- |
| 2015–16  | Chicago    | 62  | 4   | 17.8 | .427 | .308 | .727 | 5.4 | .8  | .4 | .4 | 7.0  |
| 2016–17  | Chicago    | 64  | 13  | 15.6 | .488 | .333 | .661 | 4.6 | .5  | .3 | .2 | 6.8  |
| 2017–18  | Chicago    | 73  | 4   | 22.5 | .471 | .359 | .769 | 6.8 | 1.7 | .7 | .3 | 13.2 |
| 2018–19  | Chicago    | 22  | 6   | 24.1 | .450 | .375 | .780 | 7.3 | 1.3 | .5 | .4 | 14.1 |
| 2018–19  | Washington | 28  | 22  | 27.4 | .440 | .403 | .809 | 8.6 | 1.5 | .9 | .4 | 14.3 |
| 2019–20  | New York   | 66  | 5   | 21.1 | .450 | .358 | .763 | 5.1 | 1.5 | .5 | .3 | 10.1 |
| 2020–21  | Milwaukee  | 66  | 7   | 20.8 | .523 | .471 | .740 | 7.1 | 1.1 | .8 | .4 | 11.4 |
| 2021–22  | Milwaukee  | 72  | 59  | 28.2 | .479 | .393 | .752 | 9.1 | 1.2 | .7 | .7 | 14.6 |
| 2022–23  | Milwaukee  | 70  | 22  | 26.0 | .496 | .370 | .768 | 9.6 | 1.5 | .4 | .2 | 14.1 |
| 2023–24  | Milwaukee  | 82  | 4   | 24.5 | .508 | .407 | .790 | 7.3 | 1.3 | .8 | .4 | 13.8 |
| Carreira | Carreira   | 605 | 146 | 22.8 | .473 | .377 | .755 | 7.0 | 1.2 | .6 | .3 | 11.9 |

#### Playoffs
| Ano      | Equipe    | PJ | PT | MPJ  | AP   | 3P   | LL    | RT   | AS  | BR | TO | PPJ  |
| -------- | --------- | -- | -- | ---- | ---- | ---- | ----- | ---- | --- | -- | -- | ---- |
| 2017     | Chicago   | 6  | 0  | 20.1 | .515 | .462 | —     | 6.0  | 1.2 | .5 | .5 | 6.7  |
| 2021     | Milwaukee | 20 | 2  | 18.3 | .464 | .346 | .720  | 5.0  | .6  | .7 | .4 | 8.8  |
| 2022     | Milwaukee | 12 | 5  | 24.8 | .417 | .298 | .773  | 10.0 | .8  | .4 | .3 | 10.6 |
| 2023     | Milwaukee | 5  | 2  | 21.5 | .488 | .278 | 1.000 | 8.2  | 1.2 | .6 | .4 | 9.6  |
| 2024     | Milwaukee | 6  | 6  | 31.1 | .484 | .250 | .615  | 11.3 | 1.0 | .5 | .2 | 16.5 |
| Carreira | Carreira  | 49 | 15 | 23.1 | .473 | .326 | .776  | 8.1  | .9  | .5 | .3 | 10.4 |

### Universidade
| Ano      | Equipe   | PJ | PT | MPJ  | AP   | 3P   | LL   | RT  | AS  | BR  | TO  | PPJ  |
| -------- | -------- | -- | -- | ---- | ---- | ---- | ---- | --- | --- | --- | --- | ---- |
| 2013–14  | Arkansas | 34 | 34 | 27.0 | .509 | .273 | .737 | 6.8 | 1.5 | 1.0 | 1.6 | 12.3 |
| 2014–15  | Arkansas | 36 | 36 | 29.9 | .536 | .467 | .737 | 8.9 | 1.2 | 1.1 | 1.4 | 17.5 |
| Carreira | Carreira | 70 | 70 | 28.4 | .522 | .370 | .737 | 7.8 | 1.3 | 1.0 | 1.5 | 14.9 |

Fonte:

## Prêmios
- Campeão da NBA: 2021
- Campeão da Copa da NBA: 2024

## Vida pessoal
Portis disse: "Falei muito com Deus desde criança. Segui o caminho que Ele estabeleceu, Ele me abençoou tremendamente e me ajudou a chegar até aqui. Sinto que qualquer coisa que Lhe peço, Ele me dá de alguma forma."
A Bobby Portis Foundation é uma organização de caridade que cria programas e iniciativas para mães solteiras no Arkansas.

Em outubro de 2022, Portis lançou uma campanha ao lado do Departamento de Transporte de Wisconsin e do prefeito de Milwaukee, Cavalier Johnson, que visa reduzir a direção imprudente e o excesso de velocidade em Wisconsin.